# Trévoux (tổng)
Tổng Trévoux là một tổng của Pháp nằm ở tỉnh Ain trong vùng Rhône-Alpes.

## Địa lý
Tổng này được tổ chức xung quanh Trévoux ở quận Bourg-en-Bresse. Độ cao ở đây từ 167 m (Jassans-Riottier) đến 267 m (Frans) với độ cao trung bình 189 m.

## Hành chính
| Giai đoạn | Ủy viên         | Đảng      | Tư cách                          |
| --------- | --------------- | --------- | -------------------------------- |
| 2004-2010 | Patrick Rousset | DVG       | Maire de Saint-Didier-de-Formans |
| 1928-1934 | Antoine Gallet  | Rad. ind. | Maire de Trévoux                 |

## Số đơn vị
Tổng Trévoux groupe 6 xã và có dân số 17 221 dân (theo điều tra dân số năm 1999, số lượng không tính trùng).
| Xã                      | Dân số | Mã bưu chính | Mã insee |
| ----------------------- | ------ | ------------ | -------- |
| Beauregard              | 817    | 1480         | 01030    |
| Frans                   | 1 848  | 01480        | 01166    |
| Jassans-Riottier        | 5 338  | 01480        | 01194    |
| Saint-Bernard           | 1 282  | 01600        | 01339    |
| Saint-Didier-de-Formans | 1 544  | 01600        | 01347    |
| Trévoux                 | 6 392  | 01600        | 01427    |

## Biến động dân số
| 1962                                                     | 1968  | 1975  | 1982   | 1990   | 1999   |
| -------------------------------------------------------- | ----- | ----- | ------ | ------ | ------ |
| 7 329                                                    | 8 543 | 9 802 | 12 175 | 15 278 | 17 221 |
| Nombre retenu à partir de 1962 : dân số không tính trùng |       |       |        |        |        |